# Halas

Mapa de la zona de Grecia central con algunas de las principales ciudades de la antigua Lócrida. Halas se ubicaba en la parte oriental.

Halas (en griego antiguo: Ἁλαί, Halái) es el nombre de una antigua ciudad griega que perteneció en algunas épocas a la región de Beocia y otras a la de Lócrida.
Según Estrabón, era la última población de Beocia de la costa que está frente a Eubea. Pausanias añade que se encontraba a la derecha del río Platanias. Fue destruida por Sila en el año 85 a. C. pero la ciudad volvió a repoblarse. Se localizaba cerca de la población que actualmente se llama Theologos.